# Lokomotiv Sofia (pallacanestro femminile)
Il Lokomotiv Sofia (in cirillico: „Локомотив София“) è stata una società di pallacanestro femminile di Sofia, capitale della Bulgaria.

## Storia
Ha vinto sette campionati bulgari e cinque Coppe di Bulgaria.
Ha disputato tre edizioni di Coppa dei Campioni e sette di Coppa Ronchetti.

## Palmarès
- Zheni A grupa: 7

1948,1949,1950,1951,1952,1967,1991
- Coppa di Bulgaria (pallacanestro femminile): 5

1951,1954,1965,1968